# Bathory
Bathory — шведская музыкальная группа, внёсшая значительный вклад в развитие блэк-метала и викинг-метала, возникшая в Стокгольме в 1983 году. Творчество группы также породило множество подражателей. В составе Bathory побывало множество музыкантов, но лидером в начале творческого пути и фактически единственным участником в конце был музыкант-мультиинструменталист Quorthon. Группа сняла единственный видеоклип на одну из известнейших своих песен One Rode to Asa Bay; как и сама песня, клип посвящён приходу христианства в Скандинавию.
Существование группы прекратилось в июне 2004 года, когда Quorthon был найден мёртвым в собственной квартире. Причиной смерти 38-летнего музыканта стала сердечная недостаточность.

## История

### 1983—1984
Музыкальный коллектив Bathory был основан в 1983 году в Стокгольме Томасом Форсбергом, ставшим впоследствии более известным под псевдонимом Quorthon. До образования группы Куортон играл в панк-рок-группе, но после знакомства с творчеством Venom и Motorhead музыкальные взгляды Куортона изменились. В первый состав группы, помимо самого Куортона, вошли басист Hanoi и барабанщик Vans, впоследствии сделавший себе карьеру на съёмках видеоклипов (одними из самых известных его работ являются Prodigy «Smack My Bitch Up», Madonna «Ray Of Light», Rammstein «Pussy» и Metallica «Turn The Page»).
В то время Куортон носил псевдоним Black Spade и записывал музыку на дешёвый магнитофон для собственного удовольствия. Многие те ранние записи так и не нашли слушателя, однако некоторые из них — Satan My Master, Witchcraft и Die In Fire — вышли на сборниках группы. Поворотным моментом в творчестве группы стало знакомство её участников с сотрудником лейбла Tyfon Grammofon известного под псевдонимом Босс. Босс согласился включить несколько композиций группы на готовящийся к выходу сборник Scandinavian Metal Attack. Через несколько месяцев Ace Shoot (тогдашний псевдоним Куортона) меняет свой псевдоним на Quorthon Seth. Вышедший сборник имел большой успех, однако это не помогло стать группе широко известной — дав несколько концертов в Стокгольме, из группы уходят все участники и она перестаёт давать концерты. В 1985 году Куортон остался один.
Однако это событие не смутило музыканта и, пригласив сессионных участников, он за 56 часов записывает дебютный альбом Bathory. Запись альбома участникам обошлась в 200 долларов, а непосредственно его запись проходила в одном из гаражей южного пригорода Стокгольма (гараж получил название Heavenshore Studios). Первоначальный материал звучал около 24 минут, но этого было недостаточно для полноформатного альбома. Тогда была придумана композиция Hades и, буквально через 15 минут, была записана. Продюсированием альбома занялся упомянутый Босс. В итоге альбом принёс некоторую славу группе, одним из составляющих факторов чего явилась очень некачественная запись, привнёсшая в звучание группы жёсткость и атмосферу.

### 1985—1990
Следующий альбом группы — The Return... — должен был записываться уже в профессиональной студии, однако из-за пьянки участников и приёма наркотиков басистом группа была выдворена из студии, так и не записав его целиком. В итоге запись альбома пришлось производить собственными силами, что придало его звучанию ещё больше злобы. Альбом прославил группу ещё больше: для распространения альбома был получен предварительный заказ в 10000 экземпляров, было намечено турне вместе с Celtic Frost и Destruction (так и не состоялось). В качестве барабанщика приглашался Carsten Nielsen из Artillery (отказался) и Chris Witchhunter из Sodom (репетировал c Куортоном около 2 недель). Запись Under the Sign of the Black Mark проходила в упомянутой Heavenshore Studios. Выход альбома осуществлялся силами Tyfon Grammofon на родине, Under One Flag в остальном мире, а в США альбом был выпущен New Renaissance Records.
Для записи следующего альбома — Blood Fire Death — были приглашены барабанщик Vvornth и басист Kothaar, который долго в группе не задержался и ушёл уже по истечении полугода. Однако его игру на бас-гитаре можно слышать на альбоме, а видеть его можно на одной из фотографий, где участники группы изображены в виде викингов с мечами в руках. Лирическая составляющая альбома отошла от тематики сатанизма и антихристианства и пошла в направлении повествования о жизни и обычаях викингов. Произошли изменения и в музыкальном плане — музыка стала более атмосферной, появился хор и орган. В качестве обложки альбома использовалась работа известного норвежского художника Петера Николая Арбо Дикая охота.
После выхода альбома в 1988 году Куортон готовится к записи Blood on Ice — концептуального альбома, посвящённого жизни викингов. Альбом должен был также включать в себя нереализованные композиции прошлого альбома. Однако, начав запись и сочинение, Куортон перестаёт этим заниматься. Попытавшись начать снова в 1989 году, Куортон снова бросает запись. Помимо этого Куортон записывает 8 композиций в ином направлении для будущего альбома Requiem, но и этот альбом не выходит. Но в 1990 году Куортон опять возвращается к работе и на этот раз записывает Hammerheart в Heavenshore Studios. Запись альбома проходила без преувеличения в ужасных условиях: в помещении студии-гаража в это время производился ремонт, на полу валялись груды щебня, а освещения как такового не было вообще. При этом гитара прописывалась на кухне, а вокал в ванной, где Куортону приходилось сидеть на коленях для создания хорошей акустики. Играл на всех инструментах также Куортон, используя в качестве ударных драм-машины, а также иногда задействуя Vvornth.
В итоге было записано 13 композиций, семь из которых вошли на альбом. Альбом продолжил викинговскую концепцию, музыка стала насыщенной различными атмосферными элементами: хоры, звуковые эффекты и т. д. Композиции стали звучать по 6-10 минут. Лирика альбома продолжила темы викингов, природы, язычества и т. д. На композицию One Rode to Asa Bay был снят видеоклип, а альбом был выпущен лейблом Noise Records.

### 1991—1998
Разочарованный сотрудничеством с лейблом Noise Records в 1991 году Куортон вместе со своим отцом Бёрье Форсбергом основывает лейбл Black Mark Records. На нём же в этом году выходит Twilight of the Gods, где Куортон исполнил партии всех инструментов. Альбом продолжил тематику викингов, однако работа в шведской студии Montezuma проходила очень вяло. Тем не менее релиз был хорошо принят. Музыкальные композиции стали ещё длиннее, появилось больше медленных акустических проигрышей. Кроме того, для финальной композиции была использована тема из симфонической сюиты «The Planets» английского композитора Густава Холста.
В 1993 году, в честь 10-летнего юбилея группы, выходят сборники Jubileum Volume I и Jubileum Volume II, после выпуска которых Куортон решил заняться сольной деятельностью под своим именем. После записи сольного альбома «Album» Куортон возвращается к Bathory и практически за месяц записывает материал альбома Requiem, который отличался не только от его сольного творчества, но и всего творчества Bathory. Музыкально релиз лежал в области дэт/трэш-метала. Через полгода, уже в 1995 году, выходит ещё один альбом — Octagon, стилистически имеющий уклон в трэш-метал. При записи обоих альбомов все партии инструментов, за исключением ударных, записывались Куортоном. С последнего альбома, до его выпуска, Куортон убрал композиции Genocide и Resolution Greed, заменив их кавер-версией композиции Deuce группы Kiss.
Выпуск альбомов обратил на творчество Bathory взор поклонников группы, которые ещё с 1989 года писали Куортону письма и просили его издать старый материал. В итоге Куортон в течение всего лета 1995 года дописывал и переписывал старые композиции, а в 1996 году уже производил микширование. В этом же году и вышел викинговский Blood on Ice. Концептуально альбом рассказывал историю мальчика, деревня которого была сожжена, а родители убиты неизвестными захватчиками. В течение альбома мальчик мужает, обретает силу и мстит убийцам. В 1998 году выходит заключительный сборник серии Jubileum и носит название Jubileum III. На сборник вошли лучшие композиции с последних трёх альбомов и шесть ранее нереализованных композиций. В 1998 году Куортон сообщает, что вскоре на прилавки магазинов должен поступит новый альбом группы под названием Nemesis (название впоследствии было изменено на Destroyer of Worlds, а сам альбом вышел в 2001 году).

### 1999—2004
Время шло, но новый альбом так и не выходил. В своих интервью Куортон сообщал, что весь материал уже записан, но ввиду непонятных задержек лейбла Black Mark Productions релиз не издаётся. В ноябре 2000 года поступило сообщение от главы лейбла о том, что альбом выйдет в октябре 2001 года. До выхода Destroyer of Worlds лейблом реализуется промосборник Katalog, включивший и одну композицию с грядущего альбома под названием Lake of Fire. Релиз также содержал ещё 10 композиций из раннего репертуара группы, однако приобрести сборник можно было лишь через Интернет на официальном сайте лейбла. Наконец в 2001 году выходит долгожданный альбом, вобравший в себя стилистику многих прошлых релизов группы, альбом Destroyer of Worlds. Концептуальной же основы как таковой на альбоме не присутствует, однако сам Куортон утверждает что лирически альбом посвящён теме конца мира, атомной бомбе и воздушным атакам.
В 2002 году выходит первая часть альбома Nordland I. В альбоме ярко и отчётливо прослушивается викинг-метал, основанный на языческой и скандинавской мифологии и обычаях. К концу 2003 года начинается запись второй части. Nordland II выходит в начале 2004 года. Он вполне схож с предыдущим альбомом, в той же манере и стилистике. Летом того же года Куортон умирает от сердечной недостаточности.

## Название
Название группы инспирировано именем жившей в XVII веке венгерской графини Елизаветы Батори, обвинённой в многочисленных убийствах. Однако это название не было первоначальным, а таковым было Nosferatu, которое сменилось на Natas, потом на Mephisto. Однако на этом смены названия не заканчиваются: следующим стало Elizabeth Bathory, затем Countess Bathory и, наконец, Bathory.

## Лирика
Лирической составляющей ранних композиций группы были воинствующий сатанизм и антихристианство. Сам же Куортон, по поздним признаниям, не считал себя сатанистом, а целью таковых песен было эпатирование. В середине 80-х в тематике песен преобладали оккультные сюжеты, позже Quorthon отошёл от этих идей и посвятил своё творчество культуре викингов. Некоторые сравнивали новый стиль Bathory с более ранними работами группы Manowar, посвящёнными той же тематике. Однако, по словам Куортона, поклонником Manowar в группе был не он, а ударник Vvornth, сам же он просто «счёл, что мановаровский хэви-металлический бит отлично подходит к новым идеям для текстов».

## Видеоклип
За всю историю существования группы был снят всего один видеоклип на композицию One Rode to Asa Bay с альбома 1990 года Hammerheart. Финансирование клипа легло на самого Куортона, так как лейбл выдавать указываемую сумму отказался. В итоге Куортон вынужден был потратить на съёмки клипа 3 тысячи долларов из своих собственных средств, для чего ему пришлось продать значительную часть музыкальных пластинок из своей коллекции.
Видеоклип задумывался как своеобразный мини-фильм с актёрами и декорациями, а также сюжетом, соответствующим лирике композиции. Последняя же была посвящена приходу христианства в Скандинавию. Непосредственно съёмки проходили в пригородах Стокгольма и длились около двух недель, а съёмочная группа работала в большом напряжении большую часть дня. Для нужд съёмок была специально построена деревня викингов, закуплены, сшиты и созданы одежда для массовки, оружие и украшения. В частности, для съёмок древних золотых украшений было получено разрешение шведского правительства, а в качестве горящего моря снимали разлитые по поверхности воды 200 литров бензина.
В итоге Куортон получил 14 часов видеоматериала и похудел на 11 килограмм. К сожалению, для монтажа отснятого материала не осталось ни времени, ни сил. Ему срочно требовалось ехать в шестинедельный промотур по Европе, а когда он вернулся домой, то с удивлением обнаружил, что оператор не только смонтировал клип на свой страх и риск, но и разослал его копии на лейбл и на телевидение, а сам покинул Стокгольм вместе со всеми плёнками. Разочарованию Куортона не было предела, он начисто отказывался смотреть этот клип и так его и не увидел.

## Легенды и слухи
Вокруг творчества группы, а также её участников и, в особенности, вокруг Quorthon’a, ходило множество слухов и легенд. В частности самому Quorthon’у приписывали такие имена как Pugh Rogerfeldt и Runka Snorkarka. Упорным был также слух, который в итоге оказался реальностью, что он является сыном главы лейбла Black Mark Productions Бёрье Форсберга. В некоторых журналах писалось что Куортон живёт в пещере, ест младенцев и пьёт человеческую кровь. Кроме того, немаловажное значение для воцарения над группой ореола загадочности и мистичности имел тот факт, что Куортон на многих фотографиях в журналах был изображён один.

Таинственность и недосказанность — это, конечно же, часть легенды БАТОРИ, — говорил Куортон, — они родились вместе с командой, в далёких восьмидесятых, с самого начала… и причина того вполне очевидна: нам было просто нечем похвастаться, нечего сказать — и потому, конечно, проще было спрятаться и секретничать где-то из-под колоды. Я хочу сказать, что как-то специально тайн не планировалось: они просто стали необходимостью…
Приоткрыть завесу тайн маэстро попытался, написав правдивую историю BATHORY в буклете к альбому Blood on Ice, но из этого ничего не вышло: 

К альбому Blood On Ice прилагался буклет, в котором я не без иронии изложил реальную историю БАТОРИ, со всеми мучениями и злоключениями, историю, лишённую намёка на величественность и попытки канонизирования. Там я рассказывал о том, как записывал свои альбомы, запершись где-то в ванной или скрючившись среди обломков старых машин в гараже, по совместительству служившем личной студией звукозаписи. Думал, что народ отнесётся к этим историям с должным юмором, посмеется… ага! Как бы не так! Очень скоро я убедился, что фэны просто не желали их слышать. Плевать на правду, они не хотели правды, которая убивала легенды о BATHORY!
Среди прочих слухов был и такой, что на ударных на альбоме Under the Sign of the Black Mark играл Chris Witchhunter из Sodom, который действительно репетировал с Куортоном. Однако сам Куортон сообщал, что были записаны как живые ударные, так и драм-машина, но кто играл на живых, он не помнит.

## Состав

### Последний состав
- Quorthon — все инструменты и вокал

### Бывшие участники
Бас:
- Freddan (Fredrick Hanoi) (1983—1984)
- Kothaar (в реальности этим псевдонимом в разное время обозначались разные музыканты)

Ударные:
- Йонас Окерлунд (Vans McBurger) (позже стал известным режиссёром видеоклипов) (1983—1984)
- Vvornth (в реальности этим псевдонимом в разное время обозначались разные музыканты)

## Дискография

### 1983—2004
| Год  | Название | Лейбл                                 |
| ---- | --- | ------------------------------------- |
| 1984 | Scandinavian Metal Attack (сплит с Oz, Trash, Spitfire и Zero Nine)                                              | Tyfon Grammofon                       |
| 1984 | Bathory (рабочее название — Pentagrammaton)                                                                      | Under One Flag Black Mark Productions |
| 1985 | The Return....... (рабочее название — Revelation of Doom; полное название — The Return of the Darkness and Evil) | Under One Flag Black Mark Productions |
| 1987 | Under the Sign of the Black Mark (рабочее название — Nocturnal Obeisance)                                        | Under One Flag Black Mark Productions |
| 1988 | Blood Fire Death                                                                                                 | Under One Flag Black Mark Productions |
| 1990 | Hammerheart | Noise Records                         |
| 1991 | Twilight of the Gods                                                                                             | Black Mark Productions                |
| 1991 | Twilight of the Gods (сингл)                                                                                     | Black Mark Productions                |
| 1992 | Jubileum Vol. I (сборник)                                                                                        | Black Mark Productions                |
| 1993 | Jubileum Vol. II (сборник)                                                                                       | Black Mark Productions                |
| 1994 | Requiem | Black Mark Productions                |
| 1995 | Octagon | Black Mark Productions                |
| 1996 | Blood on Ice (промосингл)                                                                                        | Black Mark Productions                |
| 1996 | Blood on Ice | Black Mark Productions                |
| 1998 | Jubileum Vol. III (сборник)                                                                                      | Black Mark Productions                |
| 2001 | Katalog (промосборник)                                                                                           | Black Mark Productions                |
| 2001 | Destroyer of Worlds                                                                                              | Black Mark Productions                |
| 2002 | Nordland I | Black Mark Productions                |
| 2004 | Nordland II | Black Mark Productions                |

### 2006
| Год  | Название                                 | Лейбл                  |
| ---- | ---------------------------------------- | ---------------------- |
| 2006 | In Memory of Quorthon Vol. I (сборник)   | Black Mark Productions |
| 2006 | In Memory of Quorthon Vol. II (сборник)  | Black Mark Productions |
| 2006 | In Memory of Quorthon Vol. III (сборник) | Black Mark Productions |
| 2006 | In Memory of Quorthon (boxed set)        | Black Mark Productions |